# Muzycy Grateful Dead
Uzasadnienie: Nieency; muzycy to część artykułu o zespole, a nie odrębny artykuł w formie suchej tabelki